# Mylochromis spilostichus
Mylochromis spilostichus és una espècie de peix de la família dels cíclids i de l'ordre dels perciformes.

## Morfologia
- Els mascles poden assolir 22,2 cm de longitud total.[1][2]

## Hàbitat
Viu en zones de clima tropical entre 18-70 m de fondària.

## Distribució geogràfica
Es troba a Àfrica: és una espècie de peix endèmica del llac Malawi.